# شعير مخرزي قصير
شعير مخرزي قصير (الاسم العلمي:Hordeum brevisubulatum) هي نوع نباتي يتبع جنس الشعير من الفصيلة النجيلية.  